# Карасор
Карасор (на казахски: Қарасор; на руски: Карасор) е безотточно солено езеро в цевнралната част на Казахстан (североизточната част на Карагандинска област).
Езерото Карасор заема дъното на обширна котловина, на 622 m н.в. в централната част на Казахската хълмиста земя, северно от Каркаралинските планини. Има форма на полегнала латинска буква „S“ с дължина около 40 km, ширина до 7 km и площ около 154 km². Максимална дълбочина до 5 m. Бреговете му с дължина 103 km са глиненсти, ниски и полегати. Дъното му е покрито с дебел слой сероводородна тиня. Има предимно снежно подхранване, като в него се вливат 14 малки реки – Каркаралинка, Кемер, Карсакпай, Барак, Есенаман, Карасу и др., които през лятото пресъхват, а заедно с тях се осушава и източната плитка част на езерото и се превръща в солончак. Замръзва през ноември, а се размразява в края на април или началото на май.